# Mohamed Ibn Chambas
Mohamed Ibn Chambas (* 7. Dezember 1950 in Ghana) ist ein führender Anwalt, Diplomat und Politiker Ghanas. Von 2010 bis 2015 war er Generalsekretär der AKP-Staatengruppe. Bis Februar 2010 war Mohamed Ibn Chambas ECOWAS Vorstandssekretär (Executive Secretary).

Mohamed Ibn Chambas (r.) begrüßt eine US-Delegation im Hauptsitz der ECOWAS in Abuja (Nigeria) am 28. November 2007

## Leben

### Ausbildung
Dr. Ibn Chambas besuchte die Mfantsipim School in Cape Coast sowie später die staatliche weiterführende Schule in Tamale. Er absolvierte an der Universität von Ghana in Legon, einem Stadtteil von Accra sein politikwissenschaftliches Studium, das er im Jahr 1973 mit dem Bachelor abschloss. Ibn Chambas wechselte an die Cornell University in den USA, von der ihm im Jahr 1977 der Master und im Jahre 1980 sein Doktortitel verliehen wurde. An der Case Western Reserve University in Cleveland, Ohio machte er seinen juristischen Abschluss. Mohamed Ibn Chambas hat die Berechtigung in Ghana und im Staat Ohio, USA als Anwalt aufzutreten.

### Akademiker und Anwalt
Ibn Chambas begann seine berufliche Tätigkeit in den USA als Lehrkraft am Oberlin College in Ohio. Später war er als Anwalt in Cleveland tätig für die Kanzlei Forbes, Forbes and Teamor.

### Politiker und Diplomat
Ibn Chambas kehrte in den 80er Jahren nach Ghana zurück und wurde im Jahr 1987 Vize-Staatssekretär im Außenministerium Ghanas (Deputy Foreign Secretary of Ghana). Bei den Parlamentswahlen im Dezember 1992, unter der damals in Kraft getretenen vierten Verfassung des Landes, trat Chambas als Kandidat des Wahlkreises Bimilla für die Partei National Democratic Congress (NDC) auf und zog ins ghanaische Parlament ein.
Bereits in seinem ersten Jahr als Parlamentsmitglied wurde er erster Stellvertreter des Parlamentssprechers für die Amtszeit 1993–1994. Direkt im Anschluss wurde er vom damaligen Präsidenten Jerry Rawlings zum Vize-Außenminister ernannt. Diesen Posten hatte er bis April 1997 inne und wechselte auf Betreiben von Rawlings in die Position des stellvertretenden Ministers für höhere Bildung. Diese Tätigkeit übte Ibn Chambas bis zur politischen Machtwechsel bei den Wahlen des Jahres 2000 aus. Rawlings trat sein Amt an John Agyekum Kufuor ab. Ibn Chambas wurde daraufhin am 21. Dezember 2001 zum Generalsekretär von ECOWAS gewählt.
Bei den Wahlen des Jahres 1996 gelang es Ibn Chambas nicht erneut in seinem Wahlkreis zu obsiegen. Jedoch errang er bei den Wahlen am 7. Dezember 2000, an seinem fünfzigsten Geburtstag wiederum für den NDC den Parlamentssitz des Wahlkreises Bimilla. Ibn Chambas arbeitet als Parlamentsmitglied überwiegend im Parlamentsausschuss für äußere Angelegenheiten sowie im Ausschluss für Erziehung.
Mohamed Ibn Chambas nahm an einer Vielzahl von internationalen Treffen, Staatsbesuchen und Versammlungen teil. Selbst leitete er die ghanaische Delegation bei der UN-Hauptversammlung, verschiedenen Treffen der Minister in der OAU sowie der ECOWAS.
Seit 2014 ist er UN-Sonderbeauftragter und Leiter von UNOWAS, dem Büro der Vereinten Nationen für Westafrika.

## Sonstiges
Mohamed Ibn Chambas ist der erste Afrikaner, der an der Cornell-Universität in den Universitätsrat (Cornell University Council) gewählt wurde. Seine erste Amtszeit im Universitätsrat absolvierte Ibn Chambas zwischen 1997 und 2001. Im Jahr 2003 wurde er erneut für eine weitere vierjährige Amtszeit gewählt. Chambas wurde mit dem zweithöchsten Orden Ghanas, dem Order of the Volta ausgezeichnet.